# Veurne
Veurne (französisch Furnes) ist die Hauptstadt des gleichnamigen Arrondissements in der belgischen Provinz Westflandern.

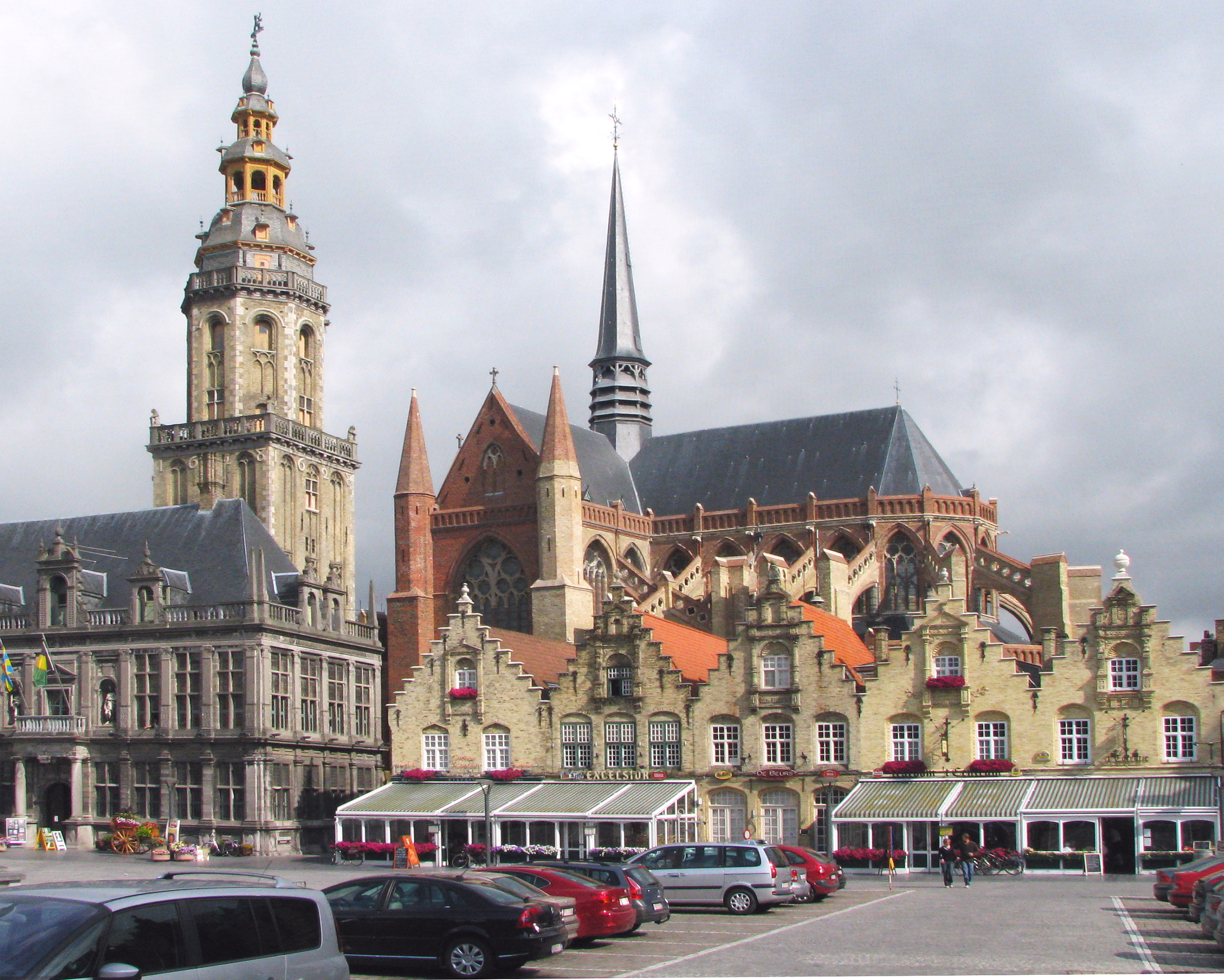
Der Grote Markt mit Treppengiebelhäusern und Stadhuis met Belfort (Belfried) dahinter Sint-Walburgakerk

## Stadtgliederung und Lage
Die Gemeinde Veurne besteht aus den Stadtteilen und Teilorten:
- Avekapelle
- Booitshoeke
- Bulskamp
- De Moeren
- Eggewaartskapelle
- Houtem
- Steenkerke
- Veurne
- Vinkem
- Wulveringem
- Zoutenaaie

Veurne liegt an der Bahn Lichtervelde – Dünkirchen und ist durch Kanäle mit Nieuwpoort, Dünkirchen, Bergues und Ypern verbunden.

## Geschichte

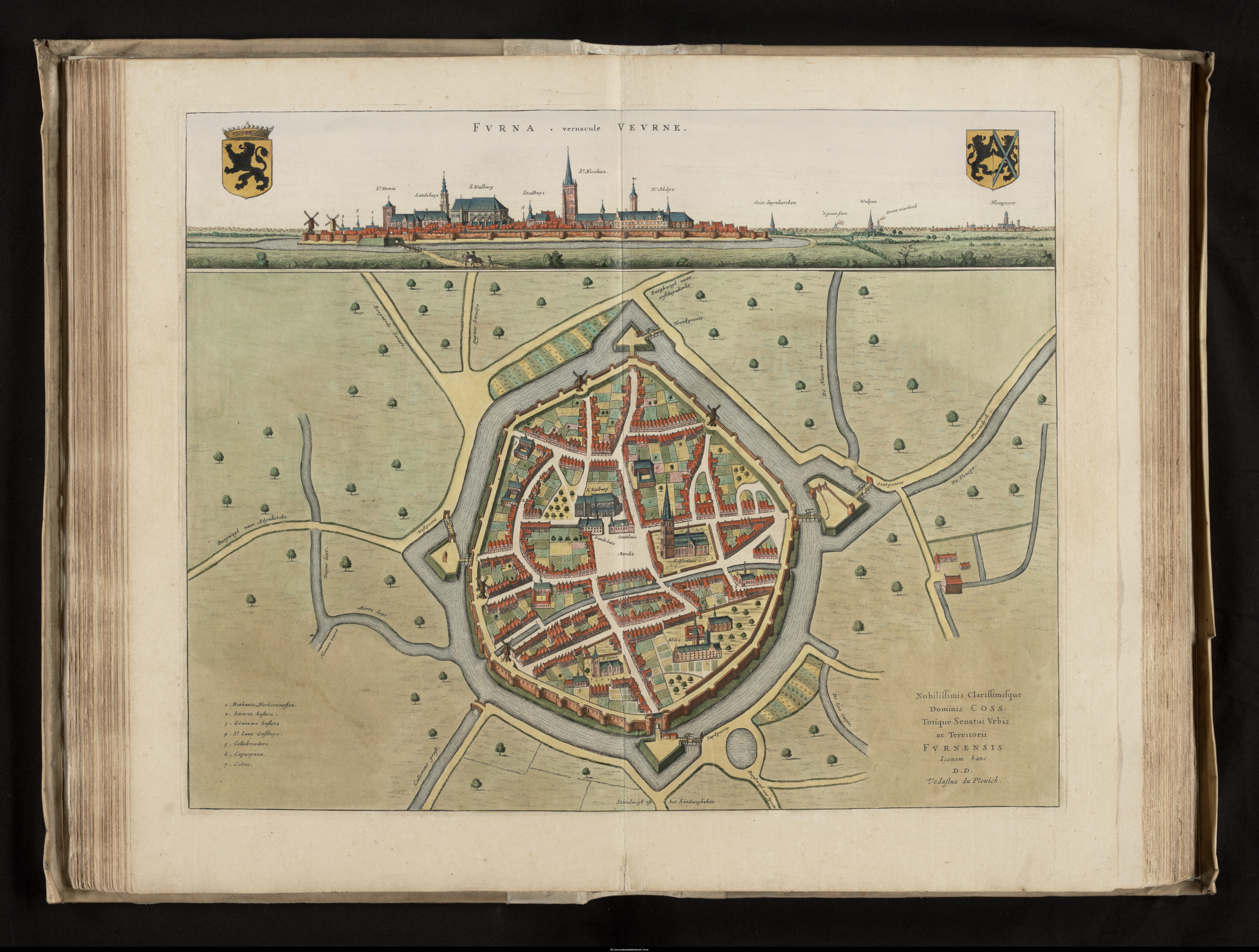
Ansicht und Plan von Veurne (1641)

Veurne war im gesamten Verlauf seiner Geschichte stets ein Teil Flanderns und damit der Gesamtgeschichte dieses heute belgischen Landesteils vom Altertum bis in die Neuzeit. Im Verlaufe dieser Gesamtgeschichte ist der Sieg der Franzosen unter Graf Robert II. von Artois über die Deutschen und Flandrer unter dem Grafen Wilhelm von Jülich am 20. August 1297 bei Veurne besonders hervorzuheben. Veurne war früher befestigt und wurde 1583 von Alexander Farnese für Spanien erobert.
Im Ersten Weltkrieg lag Veurne in dem kleinen Teil Belgiens, der nicht von deutschen Truppen besetzt wurde.

## Städtepartnerschaften
Veurne unterhält seit 1974 eine Städtepartnerschaft mit Rösrath in Nordrhein-Westfalen.

## Sehenswürdigkeiten
- Der Marktplatz

Der große rechteckige Marktplatz wird von einem reizvollen Ensemble historischer Gebäude eingefasst. Darunter das Rathaus, der ehemalige Gerichtshof mit Turm und die alte Fleischhalle, alle aus dem frühen 17. Jahrhundert. Der Belfried wurde 1999 in die Liste des UNESCO-Welterbes aufgenommen. Ebenfalls vom Markt aus zu bewundern sind die beiden Kirchen St. Walburga und St. Nicolas.
- St.-Nicolas-Kirche

Die St.-Nicolas-Kirche stammt ursprünglich aus dem 12. Jahrhundert und wurde zwischen 1494 und 1497 wieder aufgebaut. Sie besitzt ein dreiteiliges Altarbild aus dem 16. Jahrhundert von Jan van Amstel.
Im Turm der Kirche befindet sich ein kleines Glockenspiel-Museum.
- Spanischer Pavillon

Der Spanische Pavillon wurde zwischen 1448 und 1530 erbaut und bis 1586 als Rathaus genutzt.
- St.-Walburga-Kirche

Der Vorgängerbau, der Unserer Lieben Frau geweiht war und als Burgkapelle diente, wurde bereits im 9. Jahrhundert erbaut. Ungefähr um 870 wurden Reliquien der Heiligen Walburga und ihrer Brüder Wunibald und Willibald von Eichstätt in die Kirche überführt. Im 13. und 14. Jahrhundert wurde mit dem Bau einer größeren St.-Walburga-Kirche im gotischen Stil begonnen. Realisiert wurden nur der Chor, zwei Joche des Langhauses und die Basis des Turmes. Das tiefe Fundament des Turmes wurde in der Folge als Wasserspeicher (Citerne) für Brauch- und Löschwasser genutzt. Erst 1907 wurde das neugotische Querhaus fertiggestellt.
- St.-Walburga-Park

Grünanlage im Zentrum Veurnes. Im Süden befindet sich der Burghügel der mittelalterlichen, gräflichen Burg. Im Zentrum befindet sich ein Pavillon, eine Gusseisenkonstruktion aus dem Jahr 1899. Auf dem Dach befindet sich eine vergoldete Leier. Im Osten steht die Sint-Walburgakerk, deren ehemaliger Kirchhof einen Teil des Parks bildet. Der Park wird begrenzt durch die begrünten Gartenmauern der umliegenden Grundstücke.

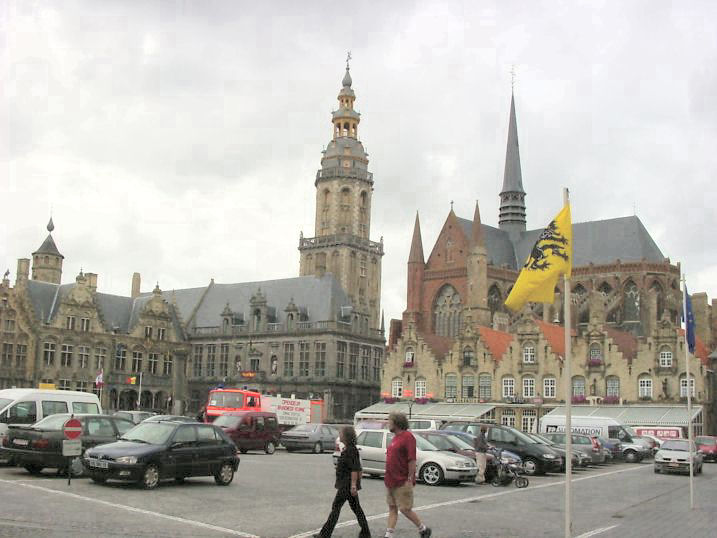
Der Marktplatz in Veurne (von links: Rathaus, Belfried und Walburga-Kirche)
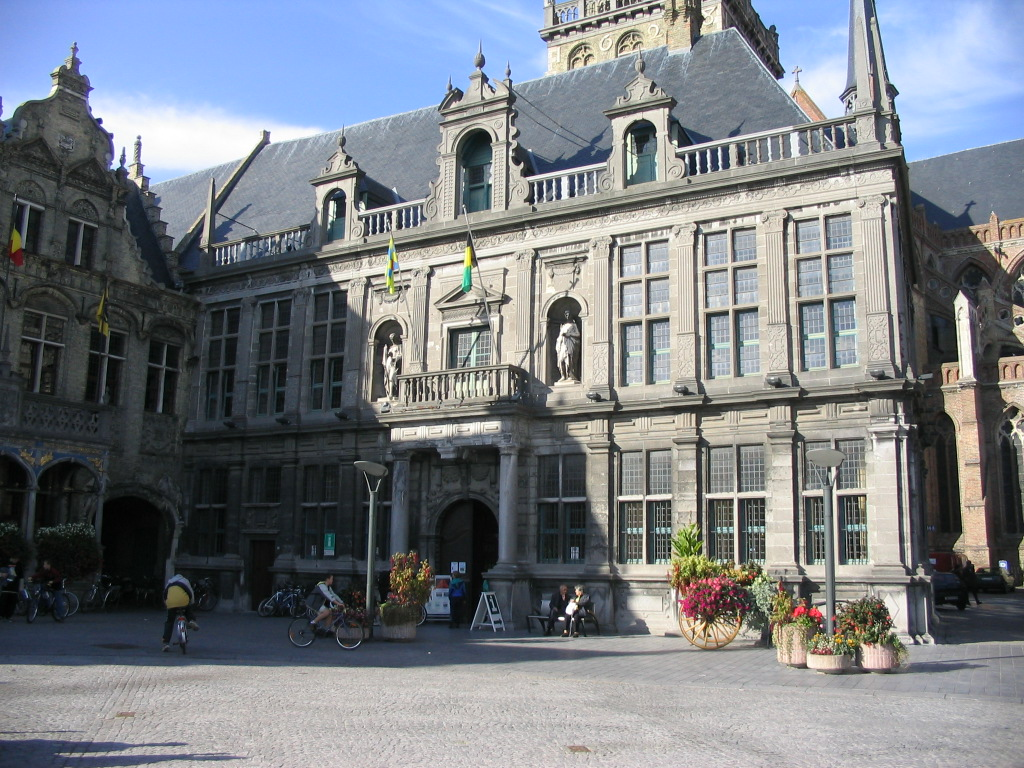
Das Rathaus in Veurne
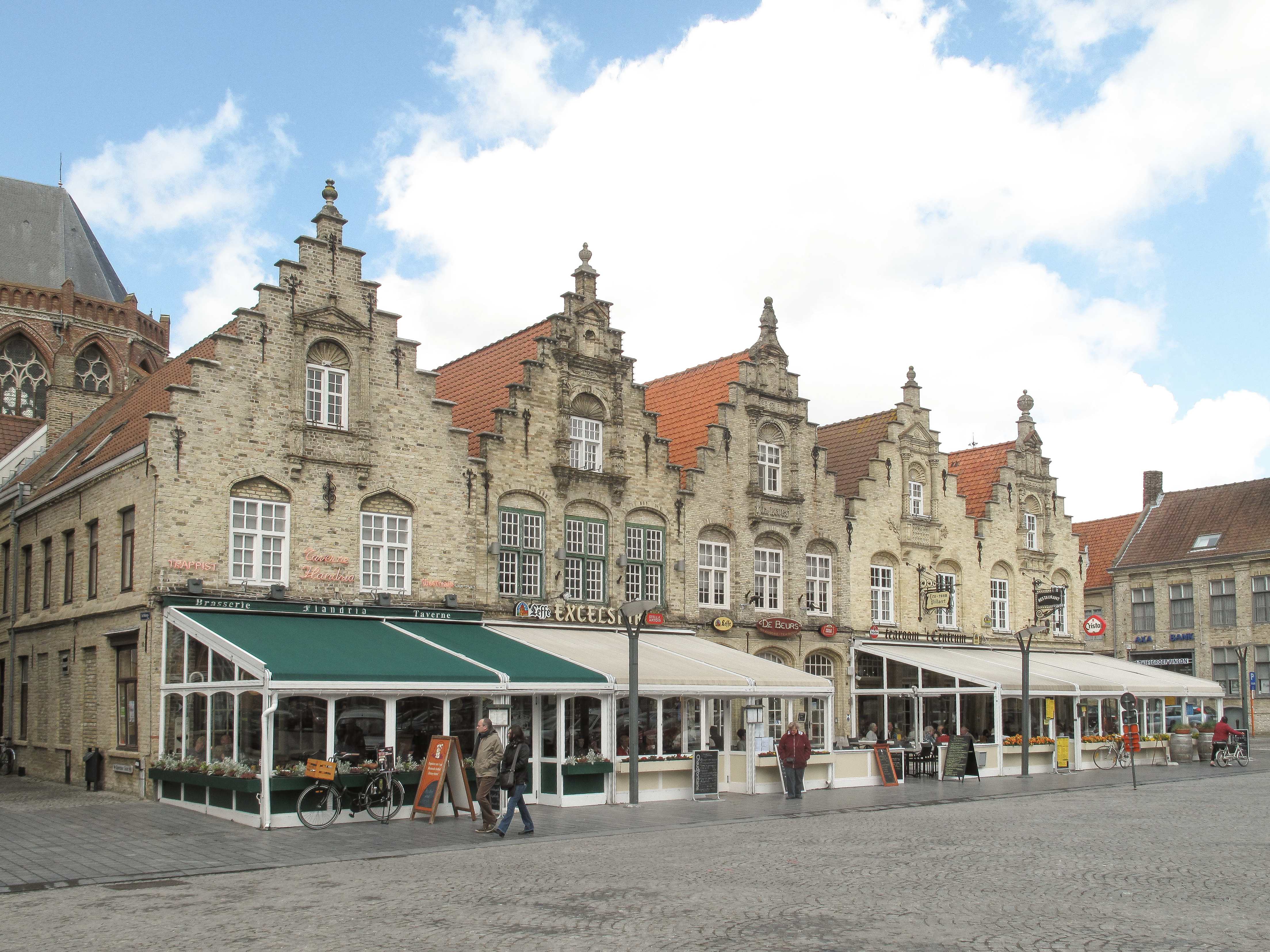
Baudenkmäler am Grote Markt
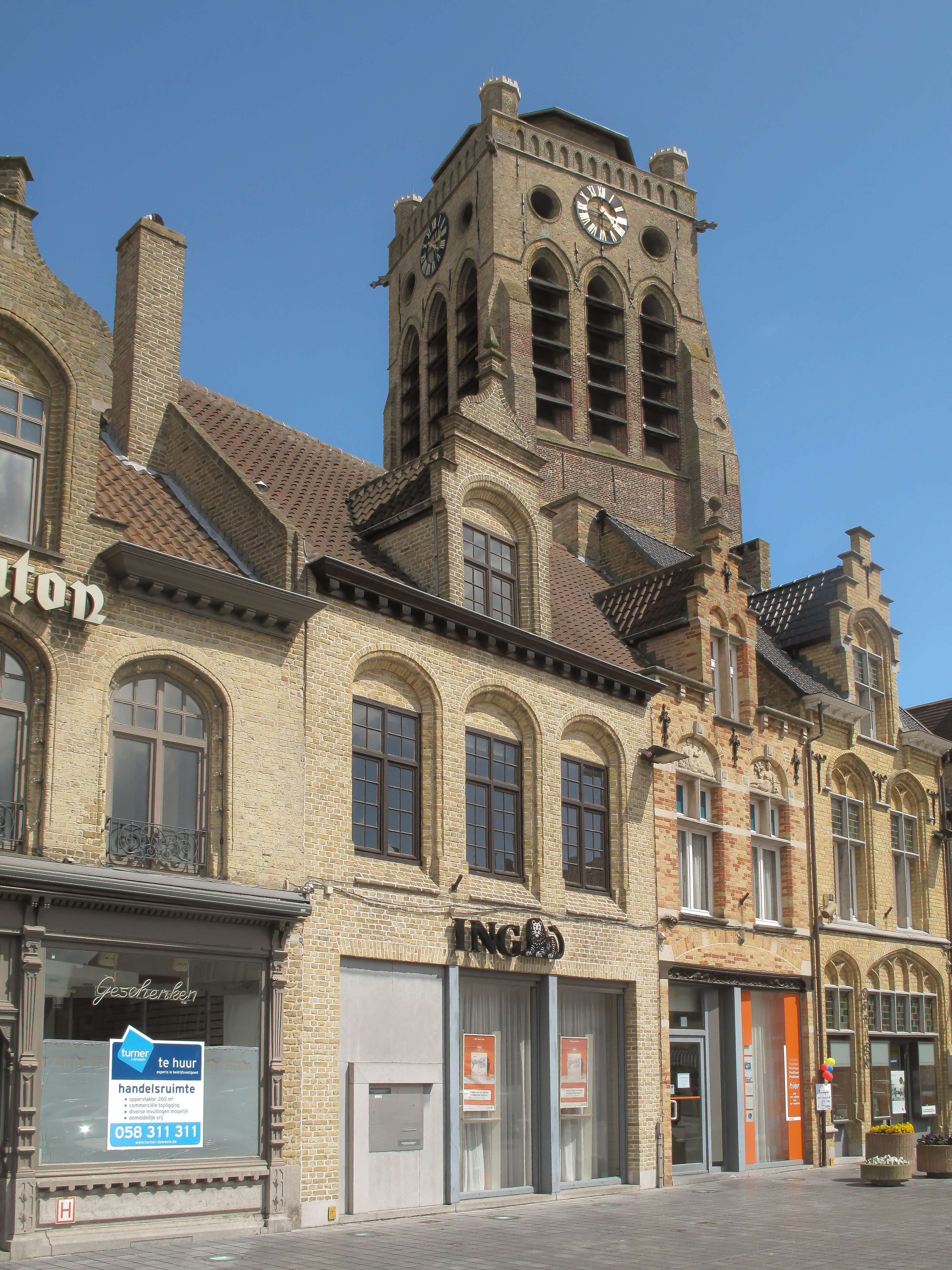
Kirche: Pfarrkirche St. Nikolaus
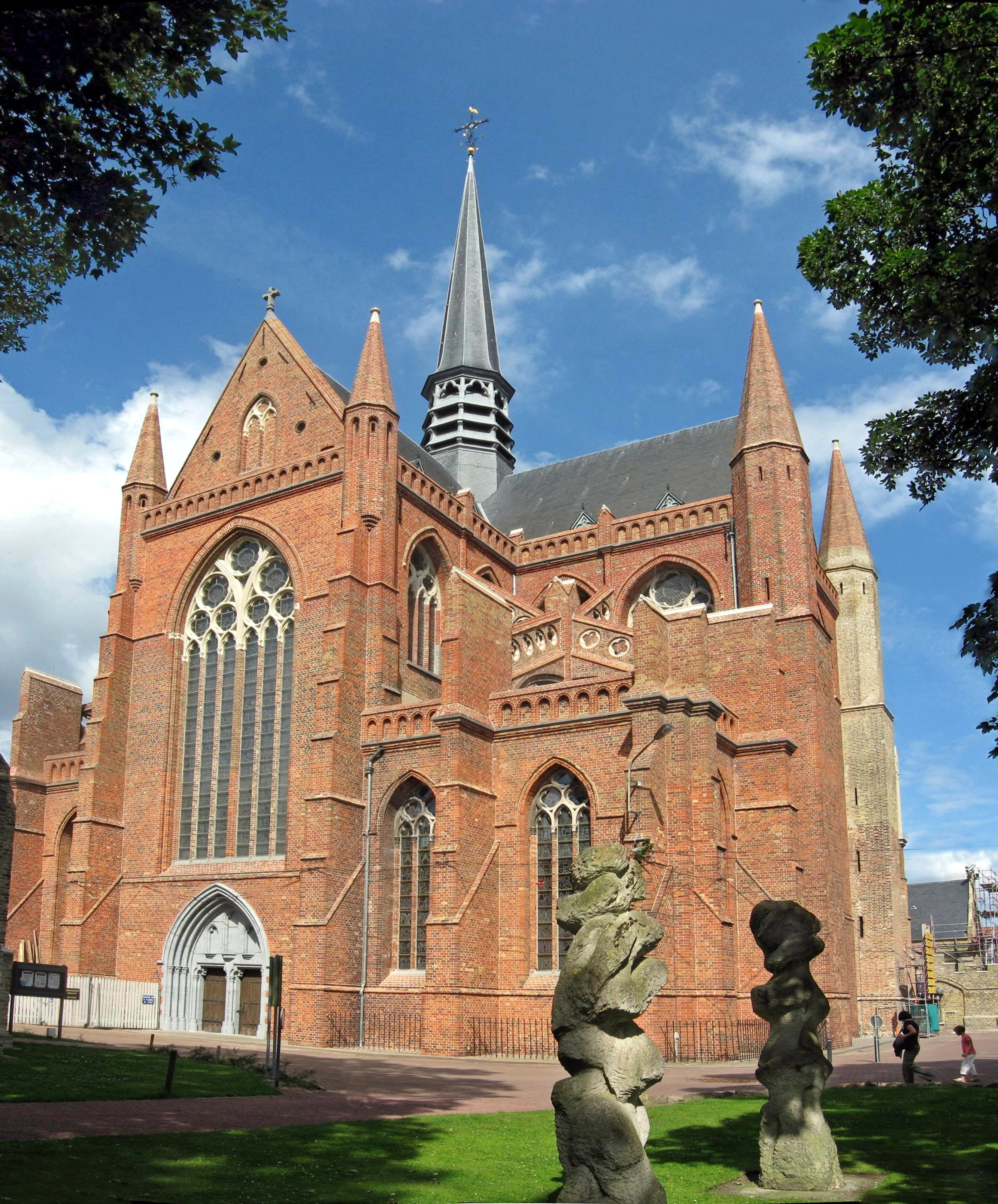
St. Walburga

## Sonstige Bauwerke
- NAVO-Toren ist ein 243 Meter hoher Richtfunkmast in der Nähe der zu Veurne gehörenden Gemeinde Houtem.

## Bußprozession

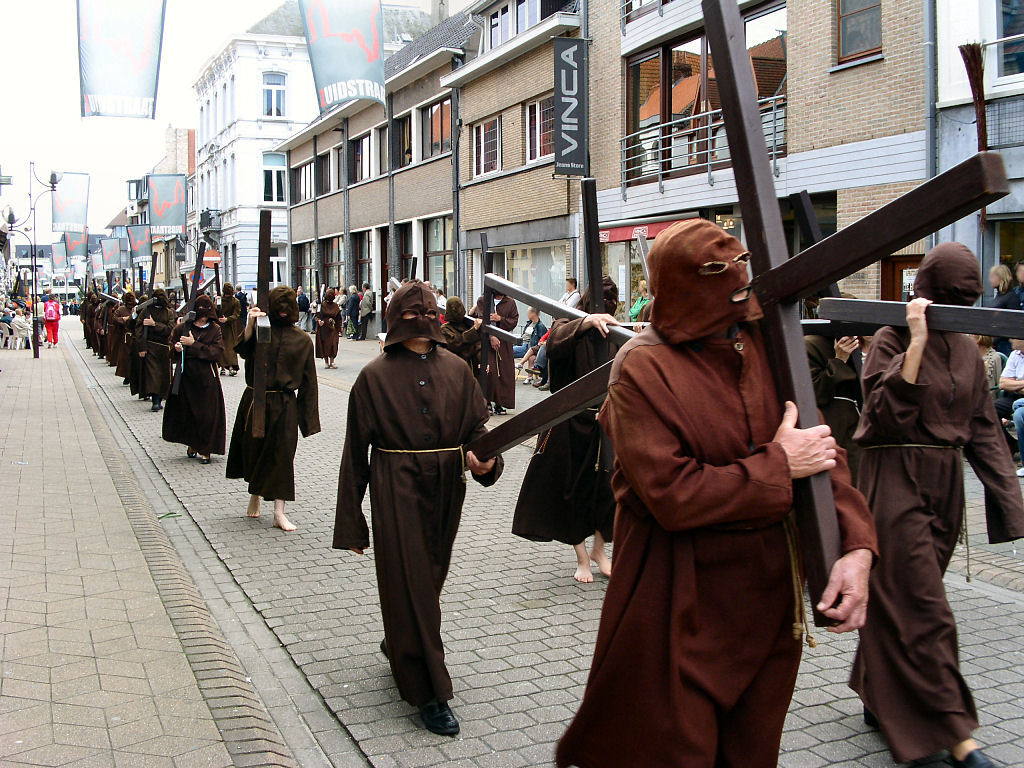
Bußprozession

Alljährlich am letzten Sonntag im Juli findet in Veurne eine Bußprozession statt, bei der die Büßer, in das Gesicht verdeckende Gewänder gehüllt, schwere Kreuze und große Figuren schleppen. Diese Tradition entstand im 17. Jahrhundert, als Veurne von den Spaniern besetzt wurde.
Wenn „t’ Bomtje“, die Glocke der St.-Nikolaus-Kirche Punkt 15:30 Uhr zur Bußprozession schlägt, dann werden die Läden der Kirmes auf dem Grote Markt geschlossen. Fanfaren erklingen. Vor jeder Gruppe kündet ein Schild von den biblischen Szenen, die in zeitgenössischen Kostümen nachgestellt werden. Ein Engel zitiert jeweils die entsprechenden Bibelstellen, wie z. B. Sündenfall, Stall von Bethlehem oder Pilatus. An die 200 vermummte, teils barfüßige Büßer schleppen bis zu 25 Kilogramm schwere Kreuze. Rainer Maria Rilke schrieb 1906: „Erst meint man freilich, gerade diesen Büßern fehle es an Ernst und Haltung. Aber je öfter man sie wiedersieht, desto aufrichtiger und unüberlegter wird ihr Tragen, desto mehr kommt unter der vollen Sonne das Kreuz über sie, mit seinem ganzen Sichschwermachen.“

## Persönlichkeiten
- Auguste Declercq (1870–1939), Ordensgeistlicher und Apostolischer Vikar von Ober-Kasaï; geboren in Avekapelle
- Paul Delvaux (1897–1994), Maler des Surrealismus, wohnte zuletzt in Veurne und ist dort verstorben.
- Sander Loones (* 1979), Politiker; geboren in Veurne
- Tom Devriendt (* 1991), Radrennfahrer; geboren in Veurne
- Iwan Chodulow (* 1994), bulgarischer Eishockeyspieler; geboren in Veurne
- Jordi Warlop (* 1996), Radrennfahrer
- Gerben Kuypers (* 2000), Radrennfahrer